# IJF World Tour 2019
Il IJF World Tour 2019 è la undicesima edizione del circuito dell'International Judo Federation, composto da una serie di tornei internazionali di judo.
È iniziato il 24 gennaio e si è concluso il 14 dicembre, è composto da 19 tappe in 17 stati diversi situati  in Europa, Asia, Africa, America e Oceania.
Durante questa edizione si sono volte le seguenti competizioni:
- 1 campionato del mondo
- 1 torneo World Master
- 7 Grand Slam
- 9 Grand Prix
- 1 Oceania Open (Incluso eccezionalmente nell'IJF World Tour 2019 e valutato in punti come Gran Prix)

## I tornei
| Nº | Torneo                      | Sede                           | Data              | Resoconto | Rif.   |
| -- | --------------------------- | ------------------------------ | ----------------- | --------- | ------ |
| 1  | Tel Aviv Grand Prix         | Israele, Tel Aviv              | 24 - 26 gennaio   | resoconto | [ 1 ]  |
| 2  | Paris Grand Slam            | Francia, Parigi                | 09 - 10 febbraio  | resoconto | [ 2 ]  |
| 3  | Düsseldorf Grand Slam       | Germania, Düsseldorf           | 22 - 24 febbraio  | resoconto | [ 3 ]  |
| 4  | Marrakech Grand Prix        | Marocco, Marrakech             | 08 - 10 marzo     | resoconto | [ 4 ]  |
| 5  | Ekaterinburg Grand Slam     | Russia, Ekaterinburg           | 15 - 17 marzo     | resoconto | [ 5 ]  |
| 6  | Tbilisi Grand Prix          | Georgia, Tbilisi               | 29 - 31 marzo     | resoconto | [ 6 ]  |
| 7  | Antalya Grand Prix          | Turchia, Antalya               | 05 - 07 aprile    | resoconto | [ 7 ]  |
| 8  | Baku Grand Slam             | Azerbaigian, Baku              | 10 - 12 maggio    | resoconto | [ 8 ]  |
| 9  | Hohhot Grand Prix           | Cina, Hohhot                   | 24 - 26 maggio    | resoconto | [ 9 ]  |
| 10 | Montreal Grand Prix         | Canada, Montréal               | 05 - 07 luglio    | resoconto | [ 10 ] |
| 11 | Budapest Grand Prix         | Ungheria, Budapest             | 12 - 14 luglio    | resoconto | [ 11 ] |
| 12 | Zagreb Grand Prix           | Croazia, Zagabria              | 26 - 28 luglio    | resoconto | [ 12 ] |
| 13 | World Championships Seniors | Giappone, Tokyo                | 25 - 31 agosto    | resoconto | [ 13 ] |
| 14 | Tashkent Grand Prix         | Uzbekistan, Tashkent           | 20 - 22 settembre | resoconto | [ 14 ] |
| 15 | Brasilia Grand Slam         | Brasile, Brasilia              | 06 - 08 ottobre   | resoconto | [ 15 ] |
| 16 | Abu Dhabi Grand Slam        | Emirati Arabi Uniti, Abu Dhabi | 24 - 26 ottobre   | resoconto | [ 16 ] |
| 17 | Perth Oceania Open          | Australia, Perth               | 03 - 04 novembre  | resoconto | [ 17 ] |
| 18 | Osaka Grand Slam            | Giappone, Osaka                | 22 - 24 novembre  | resoconto | [ 18 ] |
| 19 | World Masters               | Cina, Qingdao                  | 12 - 14 dicembre  | resoconto | [ 19 ] |